# Elecciones generales de Tanzania de 2015
Las elecciones generales de Tanzania de 2015 fueron el quinto evento electoral desde la restauración del multipartidismo en el país africano, en 1992. Los votantes eligieron al Presidente de la República, a los miembros de la Asamblea Nacional o Bunge, y a los concejales del gobierno local. Por convención, la elección se llevó a cabo el último domingo de octubre y fue supervisada por la Comisión Electoral Nacional (NEC). Las campañas políticas comenzaron el 22 de agosto y cesaron un día antes de la jornada electoral.
El presidente en ejercicio, Jakaya Mrisho Kikwete, del gobernante Chama Cha Mapinduzi (Partido de la Revolución o CCM), era inelegible para un tercer mandato debido a los límites constitucionales. El CCM, que domina la vida política tanzana desde su fundación en 1977, postuló al ministro de Obras Públicas, Transportes y Comunicación John Magufuli, como su candidato presidencial. Después de fracasar en obtener la nominación del CCM, Edward Lowassa, que había sido diputado del partido desde los tiempos del unipartidismo, desertó y se unió al principal partido opositor, Chama cha Demokrasia na Maendeleo (Partido de la Democracia y el Progreso), conocido como CHADEMA. El partido lo presentó como candidato a la presidencia, a pesar de que una vez lo había descrito como "una de las figuras más corruptas de la sociedad tanzana". La popularidad de ambos candidatos ante el público llevó a que estas elecciones fueran vistas como el mayor desafío electoral enfrentado por el CCM hasta entonces, y una de las elecciones más competitivas e impredecibles en la historia de la nación.
El gobierno había advertido a los políticos que se abstuvieran de practicar la brujería. Un viceministro presentó al parlamento una serie de informes que demostraban que los asesinatos a personas con albinismo vinculados a los políticos aumentaban en años electorales. En enero de 2015 se había penalizado la "brujería" formalmente, habiéndose generalizado una creencia supersticiosa de que los albinos "poseen poderes que traen suerte y prosperidad", y que matándolos se adquirían tales poderes.
Realizadas las elecciones, Magufuli fue declarado ganador el 29 de octubre, pero la oposición rechazó los resultados, lo que llevó a meses de disputa política.

## Antecedentes
Tanzania es un estado unitario, democrático, secular y de jure socialista. A diferencia de la mayoría de sus vecinos, Tanzania ha disfrutado de relativa estabilidad política desde que alcanzó la independencia en 1961, y desde su conformación como estado en 1964 al unificarse Tanganica con Zanzíbar. Esto es parte del legado de su primer presidente, Julius Nyerere, quien mantuvo un régimen socialista de partido único fuertemente centralizado durante veinticuatro años, hasta su salida del poder en 1985. Su sucesor, Ali Hassan Mwinyi, siguiendo la directiva de los Acuerdos de Bretton Woods, realizó reformas económicas e inició una transición a la democracia que culminó con la introducción de una constitución que garantizaba el pluralismo y establecía un límite de dos mandatos para el Presidente de la República.
Todos los votantes elegibles fueron registrados usando los kits del Registro Biométrico de Votantes (BVR). En junio de 2015, la Oficina Nacional de Estadística (NBS) estimó que había 24.252.927 ciudadanos en edad de votar, basándose en el censo de población nacional estimado. El 2 de agosto, NEC logró registrar 24.001.134 votantes, aunque el número final fueron 23.254.485. A los tanzanos en el extranjero no se les permitió votar en estas elecciones.
En el Centro Internacional para Académicos Woodrow Wilson, en Washington D. C., el presidente saliente, Kikwete, declaró que "no podía esperar para marcharse" y describió la labor presidencial como "estresante e ingrata". Cuando se le preguntó por qué algunos líderes africanos se aferran al poder, Kikwete respondió que cada país es diferente y sugirió que el entrevistador: "invite a estos líderes y hable con ellos". En mayo de 2015, Kikwete negó los rumores de que planeaba extender su mandato más allá del límite constitucional y aseguró a la nación que "se iba en octubre".
Se esperaba que una nueva constitución fuera adoptada antes de las elecciones generales mediante un referéndum pospuesto para tal fin. El proyecto final de la constitución propuesta incluía el establecimiento de una comisión electoral independiente y permitiría a los candidatos insatisfechos impugnar los resultados ante la Corte Suprema dentro de los siete días posteriores al anuncio de los mismos. El presidente del Tribunal Supremo, Mohamed Chande Othman, declaró que el Poder Judicial estaría listo para revisar cualquier caso relacionado con las elecciones venideras.
El 29 de julio de 2015, 21 partidos políticos firmaron el Código de Conducta de las Elecciones Generales de 2015. A unos 4.000 seguidores de la Iglesia Watch Tower en el distrito de Kalambo se les ha prohibido votar, ya que va en contra de sus creencias. El ejército tanzano refutó las quejas del principal partido opositor, Chama cha Demokrasia na Maendeleo (CHADEMA), de haber confiscado las tarjetas de registro a sus soldados, y advirtió a los partidos políticos que "dejaran de provocar" a las Fuerzas Armadas.

## Elección presidencial

### Disposiciones constitucionales
Los votantes debían elegir al quinto presidente ya su compañero de fórmula como vicepresidente de Tanzania.
El artículo 39 (1) de la Constitución de 1977 estipula las siguientes disposiciones para que alguien sea elegible como candidato a la presidencia de Tanzania:
- Ser ciudadano tanzano.
- Tener más de cuarenta años.
- Ser presentado como candidato por un partido político.
- Es elegible como miembro del Parlamento.
- No ha sido condenado por ningún tribunal por ningún delito relacionado con la evasión fiscal.

La constitución propuesta hubiera agregado los siguientes criterios: ambos padres del candidato debían ser ciudadanos de nacimiento; el candidato debía ser declarado mentalmente sano y tener una licenciatura o habilidad y experiencia en liderazgo a nivel nacional; y se autorizarían las candidaturas independientes. El candidato ganador debería obtener más del 50% de todos los votos emitidos; de lo contrario una segunda vuelta electoral se llevaría a cabo 60 días después de la primera vuelta.

### Candidaturas
El partido Chama Cha Mapinduzi (CCM), que se traduciría como Partido de la Revolución, y sus predecesores, han dominado la vida política de la nación tanzana desde su conformación como estado. Tras la restauración de la política multipartidista en 1992, ha conservado su popularidad y la confianza de los votantes, ganando todas los últimas cuatro elecciones generales (celebradas en 1995, 2000, 2005 y 2010). Jakaya Kikwete, su candidato presidencial en 2005, obtuvo una victoria aplastante, de más del 80% de los votos, y en 2010 volvió a triunfar, aunque con un margen más reducido.
Más de cuarenta miembros del partido disputaron las primarias. El 10 de julio, el Comité Central del partido examinó a los 38 aspirantes presidenciales y seleccionó cinco candidatos para la consideración de su Comité Ejecutivo Nacional. Los cinco primeros fueron el ministro de Relaciones Exteriores Bernard Membe, el ministro de Obras John Magufuli, la ministra de Justicia Asha-Rose Migiro, la Viceministra January Makamba y la embajadora Amina Salum Ali. El 11 de julio, el Comité Ejecutivo Nacional seleccionó a los tres finalistas: John Magufuli, Amina Salum Ali y Asha-Rose Migiro.
Al día siguiente, el 12 de julio, el ministro de Obras John Magufuli fue declarado candidato del partido; siendo considerado prácticamente ganador desde el inicio. La Unidad de Inteligencia de The Economist en su pronóstico político declaró que "el candidato de CCM está casi seguro de convertirse en el próximo presidente del país".
Cuatro partidos de oposición con diferentes ideologías acordaron formar una alianza conocida como UKAWA y tenían la intención de nominar a un solo candidato. La alianza está compuesta por el partido conservador/centrista Chama cha Demokrasia na Maendeleo (CHADEMA), el liberal Frente Cívico Unido (CUF), el socialdemócrata NCCR-Mageuzi y la Liga Nacional para la Democracia (NLD).
El ex primer ministro y líder del CCM, Edward Lowassa, desertó a CHADEMA y fue seleccionado como candidato de la alianza en lugar de Wilbroad Slaa, quien fue candidato de CHADEMA en el 2010. El presidente nacional de la CUF, Ibrahim Lipumba, renunció, afirmando que la coalición había "renegado de su acuerdo" al recibir desertores del CCM.

### Lista de candidatos
| Candidato | Candidato                 | Compañero de fórmula      | Partido                                         |
| --------- | ------------------------- | ------------------------- | ----------------------------------------------- |
|           | Anna Elisha Mghwira       | Hamad Mussa Yussuf        | Alianza para el Cambio y la Transparencia (ACT) |
|           | Edward Lowassa            | Juma Duni Haji            | Chama cha Demokrasia na Maendeleo (CHADEMA)     |
|           | Fahmi Nassoro Dovutwa     | Hamadi Mohammed Ibrahimu  | Partido Popular Democrático Unida (UPDP)        |
|           | Hashim Rungwe Spunda      | Issa Abas Hussein         | Chama cha Ukombozi wa Umma (CHAUMMA)            |
|           | Janken Malik Kasambala    | Simai Abdulrahman Abdulla | Alianza de la Reconstrucción Nacional (NRA)     |
|           | John Magufuli             | Samia Suluhu              | Chama Cha Mapinduzi (CCM)                       |
|           | Lutalosa Yembe            | Said Miraj Abdallah       | Alianza para el Cambio Democrático (ADC)        |
|           | Machmillan Elifatio Lyimo | ?                         | Partido Laborista de Tanzania (TLP)             |

## Elección parlamentaria
En las últimas elecciones, el CCM obtuvo 186 de los 239 escaños electos, logrando así una mayoría absoluta en la Asamblea Nacional. Tanzania utiliza el método de escrutinio mayoritario uninominal para sus elecciones legislativas. El 9 de julio de 2015, el presidente Kikwete se dirigió al Parlamento por última vez antes de su disolución.
La elección se realiza en todos los 265 distritos electorales para elegir a los miembros del Parlamento. Más de 2.700 miembros del CCM disputaron las primarias del partido para buscar la nominación del partido en alguna circunscripción.

## Elecciones regionales de Zanzíbar
El archipiélago semiautónomo de Zanzíbar elige a su propio presidente y miembros a su legislatura subnacional, la Cámara de Representantes de Zanzíbar. La Comisión Electoral de Zanzíbar (ZEC) anunció el 25 de octubre como la fecha de la elección, al mismo tiempo que las elecciones a nivel nacional. El número de circunscripciones se ha incrementado de 50 a 54.
Los candidatos a la presidencia del gobierno autónomo fueron:
| Candidate | Candidate            | Party                                              |
| --------- | -------------------- | -------------------------------------------------- |
|           | Ali Mohamed Shein    | Chama Cha Mapinduzi                                |
|           | Seif Sharif Hamad    | Frente Cívico Unido                                |
|           | Hamad Rashid Mohamed | Alianza para el Cambio Democrático                 |
|           | Ambar Khamis Haji    | NCCR–Mageuzi                                       |
|           | Juma Ali Khatib      | TADEA                                              |
|           | Soud Said Soud       | Partido de la Alianza de los Granjeros de Tanzania |

## Encuestas de opinión

### Precandidaturas
| Fuente            | Fecha                  | Tamaño | Indecisos | Lowassa CCM | Pinda CCM | Slaa CHADEMA | Lipumba CUF | Membe CCM | Magufuli CCM | Mbowe CHADEMA | Zitto CHADEMA | Mwandosya CCM | Makamba CCM |
| ----------------- | ---------------------- | ------ | --------- | ----------- | --------- | ------------ | ----------- | --------- | ------------ | ------------- | ------------- | ------------- | ----------- |
| Fuente            | Fecha                  | Tamaño | Indecisos |             |           |              |             |           |              |               |               |               |             |
| Twaweza           | Septiembre 2014        | 1,445  | 33%       | 13.0%       | 12.0%     | 11.0%        | 6.0%        | 5.0%      | 3.0%         | 3.0%          | 1.0%          |               |             |
| Positive Thinkers | Marzo 2015             | 3,298  | –         | 22.8%       | 3.2%      | 19.5%        | 8.9%        | 5.9%      | 6.8%         |               | 6.7%          | 1.2%          | 1.6%        |
| Samunge SSRC      | 2013–2015              | 7,000  | –         | 20.7%       | 2.4%      | 11.7%        | 4.2%        | 7.0%      | 7.6%         | 3.4%          | 3.4%          |               | 4.8%        |
| REDET             | 23–26 de junio de 2015 | 1,250  | –         | 27.0%       | 7.2%      |              |             | 8.2%      | 6.6%         |               |               | 3.1%          | 0.8%        |
| REDET             | 23–26 de junio de 2015 | 1,250  | –         |             |           | 23.1%        | 13.6%       |           |              | 7.2%          |               |               |             |

### Durante la campaña
| Fuente  | Fecha                                | Tamaño | Indecisos | Magufuli CCM | Lowassa CHADEMA | Mghwira ACT | Otro | Notas                                  |
| ------- | ------------------------------------ | ------ | --------- | ------------ | --------------- | ----------- | ---- | -------------------------------------- |
| Fuente  | Fecha                                | Tamaño | Indecisos |              |                 |             | Otro | Notas                                  |
| Twaweza | 19 de agosto–7 de septiembre de 2015 | 1,848  | 7.0%      | 65.0%        | 25.0%           | N/A         | 3.0% | Margen de error del +/-2.5%            |
| Ipsos   | 5–22 de septiembre de 2015           | 1,836  | 7.3%      | 61.6%        | 30.8%           | 0.3%        | –    | Margen de error del +/-2.3%            |
| TADIP   | 1–21 de septiembre de 2015           | 2,040  | 3.0%      | 40.0%        | 54.5%           | 2.0%        | –    | Encuesta realizada en solo 10 regiones |

## Resultado presidencial
|  | 58.46 % |

|  | 39.97 % |

|  | 0.65 % |

|  | 0.43 % |

|  | 0.32 % |

|  | 0.05 % |

|  | 0.05 % |

|  | 0.05 % |

|  | 100 % |

|  | 67.34 % |